# روش لاماز
روش لاماز (به انگلیسی: Lamaze)، که با عنوان روش psychoprophylactic هم شناخته می‌شود، به عنوان یک روش زایمان در سال ۱۹۵۰ توسط یک پزشک فرانسوی به نام فرناند لاماز، براساس مشاهدات خود در اتحاد جماهیر شوروی به عنوان جایگزینی برای استفاده از مداخله پزشکی در هنگام زایمان عمومیت یافت. امروزه لاماز به روش محبوبی تبدیل شده‌است.
هدف لاماز افزایش اعتماد به نفس مادر در زایمان است، از طریق شرکت در کلاس‌هایی که کمک می‌کند زنان باردار بیاموزند چگونه با درد مقابله کنند، از جمله ی این آموزش ها تکنیک‌های دستیابی به آرامش، حرکت و ماساژ است.

## شش تمرین تولد سالم
پایه‌های اساسی روش لاماز بین‌المللی را می‌توان با شش روش تولد سالم خود خلاصه کرد. این شش عملیات به شرح زیر است:
1. تمرین تولد سالم۱: اجازه دهید زایمان خودش شروع شود.
2. تمرین تولد سالم ۲: حوالی زایمان، راه بروید، حرکت کنید و تغییر وضعیت دهید.
3. تمرین تولد سالم ۳: برای حمایت و مراقبت مداوم، یک دوست به همراه داشته باشید.
4. تمرین تولد سالم ۴: از مداخلات پزشکی غیر ضروری اجتناب کنید.
5. تمرین تولد سالم ۵: از زایمان در حالت خوابیده به پشت پرهیز کنید و تمایل بدن خود را دنبال کنید.
6. تمرین تولد سالم ۶: مادر و نوزاد کنار هم باشند، این کار برای مادر، نوزاد و شیردهی بهینه است.[۱]

## نقدهای این روش
گذشته از اینکه شخص لاماز به دلیل منضبط بودن بیش از حد و ضد زن بودن مورد انتقاد قرار گرفته است، نقد طبیعت برخورد لاماز با زايمان که به نقل از شيلا كيتزينگر (یک فعال زمینه زایمان طبیعی) در مورد روش‌هایی كه وی هنگام كار در يک كلينیک در پاريس در طی دهه ۱۹۵۰ به كار برده نیز مطرح است. به گفته کیتزینگر، لاماز به طور مداوم عملکرد زنان در هنگام زایمان را از "عالی" تا "شکست کامل" بر اساس بی قراری و فریاد آن‌ها درجه بندی می‌کرد. او معتقد بود کسانی که شکست می‌خورند خود مسئول هستند زیرا شک و تردید دارند یا به اندازه کافی تمرین نکرده‌اند و زنانی که بیش از حد سوال می‌کردند از نظر "لاماز" بیشترین احتمال شکست را داشتند. تکنیک لاماز نیز به دلیل بی اثر بودن مورد انتقاد قرار گرفته است.